# Vought

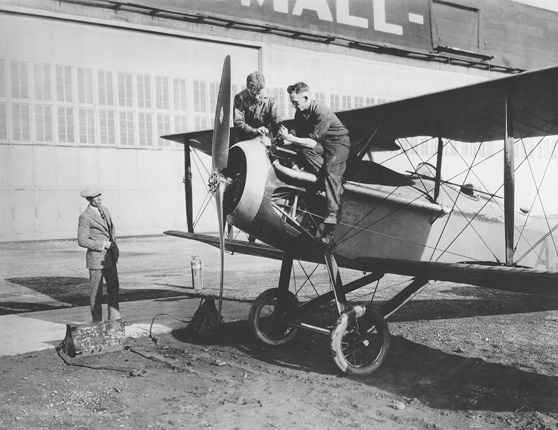
Il VE-7 fu il primo aeroplano ad essere lanciato da una portaerei della U.S. Navy

Vought è il nome di diverse aziende aeronautiche correlate tra loro. Queste includono, nel passato, Lewis and Vought Corporation, Chance Vought, Vought Sikorsky, LTV Aerospace (parte della Ling-Temco-Vought), Vought Aircraft Companies, e l'attuale Vought Aircraft Industries. La prima realtà venne fondata da Chance M. Vought e Birdseye Lewis nel 1917. Nel 1928, furono acquisiti dalla United Aircraft and Transport Corporation, che qualche anno più tardi diventa United Aircraft Corporation. Negli anni venti e trenta del XX secolo si specializzarono nella costruzione di caccia e velivoli per portaerei per la United States Navy. Chance Vought produsse migliaia di velivoli durante la seconda guerra mondiale, come il F4U Corsair. Ling-Temco-Vought comprò la Vought nel 1961, e durante la guerra fredda cambiò spesso proprietà. Vought fu venduta dalla LTV e presa dal Carlyle Group e Northrop Grumman negli anni novanta. Divenne totalmente Carlyle e rinominata Vought Aircraft Industries, con sede a Dallas, Texas.

## Storia

### Chance Vought (1917–1928)
Lewis and Vought Corporation fu fondata nel 1917 e subito divenuta Chance Vought Corporation nel 1922 quando Birdseye Lewis si ritirò. Un ingegnere capo della Wright Company, Chance M. Vought fondò l'azienda in pieno sviluppo dell'avizione militare e civile dopo la prima guerra mondiale. La sede fu Astoria (New York) e nel 1919 si spostò Long Island City. Produssero fighters, trainers, aerei da ricognizione per la United States Navy e United States Army Air Service. Vought fece la storia nel 1922 quando il Vought VE-7 decollò dalla USS Langley, la prima della storia. Successivamente il VE-11 e il Vought O2U Corsair, il primo dei Corsair. Nel 1928 la Vought fu acquisita dalla United Aircraft and Transport Corporation, separata dalla sorelle Pratt & Whitney e Boeing. Vought morì di setticemia nel 1930.

### 1930–1960
Pur in concomitanza con la Grande depressione, Vought continuò a disegnare e fabbricare. Dopo la morte di Vought nel 1930, l'azienda si spostò a East Hartford nel Connecticut. Sotto l'azione dell'Air Mail Act nel 1934, United Aircraft and Transportation Corp. fu divisa per legge con la creazione di Boeing Aircraft, United Airlines, e United Aircraft Corp, di cui la Vought fece parte. Nel 1939 United Aircraft spsostò la Vought a Stratford (Connecticut) dove la Sikorsky aveva la sua sede, rinominando il gruppo Vought-Sikorsky Aircraft.

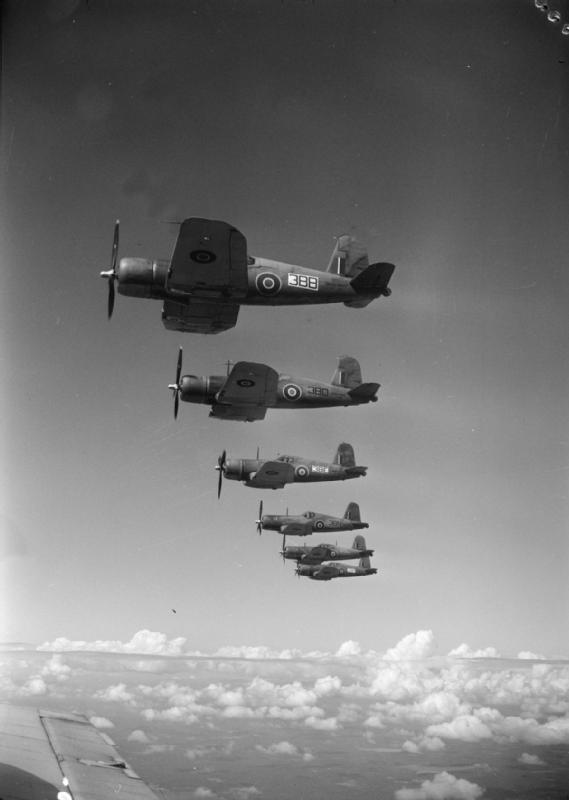
Corsair britannici nel 1944

L'ingegnere Rex Beisel iniziò nel 1938 a sviluppare l'XF4U, con inverted gull wings. Dopo il volo inaugurale nel 1940, migliaia di F4U Corsair furono fabbricati per la Navy e i Marines durante la seconda guerra mondiale. Dalla fine della produzione nel 1952, Vought, Goodyear e Brewster ebbero la loro produzione in siti diversi. Vought fu ricreata come divisione separata nella United Aircraft nel 1942.
Nel dopoguerra, a partire dal 1949, Vought si trasferì a Dallas dove era già presente la North American. Su iniziativa della Navy, tutto il gruppo si trasferì dalla costa orientale muovendo tutta la produzione in 14 mesi, inusuale per l'epoca. Nel 1954 l'azienda si separò dalla United Aircraft e divenne Chance Vought Aircraft Inc.
Iniziò la produzione del F-8 Crusader per la marina nel 1957. Più tardi fece la comparsa l'A-7 Corsair II, per portaerei nel 1965, usato notevolmente nella Guerra del Vietnam.

### LTV (1960–1990)

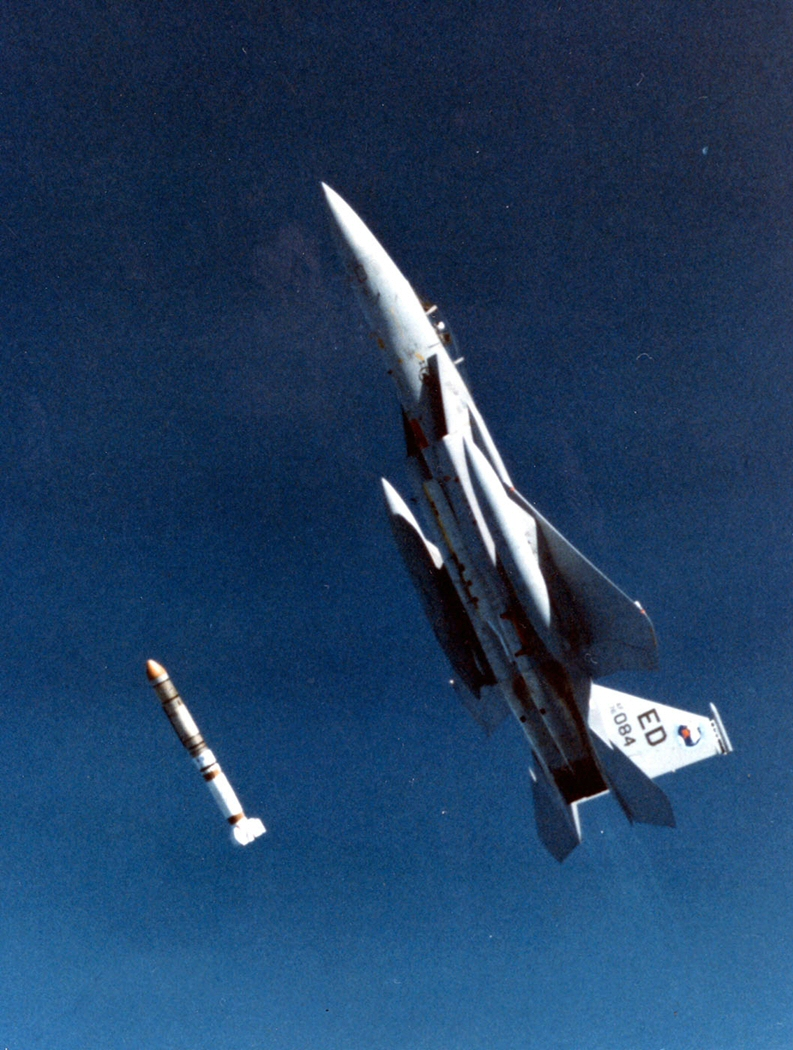
Lancio di un ASAT nel 1983

La Vought fu comprata da James Ling nel 1962, formando la Ling-Temco-Vought (LTV). Per tutti gli anni settanta e ottanta si susseguirono riorganizzazioni aziendali. Tutta la LTV Aerospace fu rinominata in Vought Corporation nel 1976, ma nel 1983 la Vought company fu suddivisa ancora in LTV Aerospace e LTV Defense.

### Dal 1990 a oggi
Nel 1992 la Vought non ebbe più a che fare con LTV. La divisione velivoli fu presa dalla Northrop e Carlyle Group in modo paritetico. La divisione missili fu ceduta alla Loral Corporation, parte della Lockheed Martin Missiles and Fire Control.
Il Carlyle Group compra ancora Vought nel 2000 creando Vought Aircraft Industries, Inc..
Nel 2003, Aerostructures Corp. si fonda con Vought. Nel giugno 2010 il Carlyle Group vende la Vought al Triumph Group. Viene creata la Triumph Aerostructures - Vought Aircraft Division.

## Prodotti

### Velivoli
| Modello                    | Primo volo | Numero esemplari | Tipo                                                    |
| -------------------------- | ---------- | ---------------- | ------------------------------------------------------- |
| Vought VE-7                | 1917       | 128              | Piston engine biplane trainer and fighter               |
| Vought O2U Corsair         | 1926       | 580              | Piston engine biplane observation aircraft              |
| Vought FU                  | 1927       | 20               | Piston engine biplane fighter                           |
| Vought XF2U                | 1929       | 1                | Prototype piston engine biplane fighter                 |
| Vought O4U Corsair         | 1931       | 2                | Prototype piston engine biplane observation aircraft    |
| Vought XF3U                | 1933       | 1                | Prototype piston engine biplane fighter                 |
| Vought SBU Corsair         | 1933       | 125              | Piston engine biplane dive bomber                       |
| Vought O5U                 | 1934       | 1                | Prototype piston engine biplane observation floatplane  |
| Vought SB2U Vindicator     | 1936       | 260              | Piston engine monoplane dive bomber                     |
| Vought V-141               | 1936       | 1                | Prototype piston engine monoplane fighter               |
| Vought XSB3U               | 1936       | 1                | Prototype piston engine biplane dive bomber             |
| Vought OS2U Kingfisher     | 1938       | 1.519            | Piston engine monoplane observation floatplane          |
| Vought XSO2U               | 1939       | 1                | Piston engine monoplane observation floatplane          |
| Vought F4U Corsair         | 1940       | 12.571           | Piston engine monoplane fighter                         |
| Vought TBU Sea Wolf        | 1941       | 1                | Piston engine monoplane torpedo bomber                  |
| Vought V-173               | 1942       | 1                | Experimental piston engine "circular wing" aircraft     |
| Vought F6U Pirate          | 1946       | 33               | Jet engine monoplane fighter                            |
| Vought XF5U                | 1943       | 2                | Prototype piston engine "circular wing" fighter         |
| Vought F7U Cutlass         | 1948       | 320              | Jet engine monoplane tailless fighter                   |
| Vought XS2U                | N/A        | 0                | Unbuilt piston engine monoplane anti-submarine aircraft |
| Vought F-8 Crusader        | 1955       | 1.219            | Jet engine monoplane fighter                            |
| Vought XF8U-3 Crusader III | 1958       | 5                | Prototype jet engine monoplane fighter                  |
| LTV XC-142                 | 1964       | 5                | Prototype turboprop tiltwing cargo aircraft             |
| LTV A-7 Corsair II         | 1965       | 1.545            | Jet engine monoplane attack aircraft                    |
| LTV L450F                  | 1970       | 1                | Prototype turboprop monoplane reconnaissance aircraft   |
| LTV YA-7F                  | 1989       | 2                | Prototype jet engine monoplane attack aircraft          |
| Vought Model 1600          | N/A        | 0                | Unbuilt jet engine monoplane fighter                    |

### Unmanned aerial vehicles
- LTV XQM-93

### Missili
- M270 Multiple Launch Rocket System (1983)
- ASM-135 ASAT (1984)
- MGM-52 Lance (1972)
- SSM-N-8 Regulus (1951)
- SSM-N-9 Regulus II (1956)
- Vought HVM (1980s)

### Razzi
- Famiglia di lanciatori Scout
  - RM-89 Blue Scout I
  - RM-90 Blue Scout II
  - Scout X
  - Scout X-1
  - Scout X-1A
  - Scout X-2
  - Scout X-2B
  - Scout X-2M

### Collaborazioni
- Airbus A320 family (upper wing panel assemblies)
- Airbus A330 and A340-200/-300 (mid- and outer-leading edge assemblies, mid-rear spars, center spar assembly, flaps, fairings and upper panel assemblies)
- Airbus A340-500/-600 (mid- and outer-leading edge assemblies, mid-rear spars, center spar assembly, upper panels and stringers)
- Boeing C-17 Globemaster III (ailerons, elevators, and rudders)
- Bell Boeing V-22 Osprey (empennage, ramp/ramp door)
- Boeing 747 (fuselage panels, tail section)
- Boeing 767 (center wingbox, horizontal stabilizer)
- Boeing 777 (spoilers, flaps)
- Boeing 787 (fuselage barrels—Sections 47 and 48)
- Rockwell B-1B Lancer (aft fuselage and aft intermediate fuselage[3])
- Lockheed C-5M Super Galaxy (flight control surfaces)
- Lockheed C-130 Hercules (empennage)
- Lockheed Martin F-22 Raptor (stabilator)
- Northrop Grumman B-2 Spirit
- Sikorsky UH-60 Black Hawk/Sikorsky SH-60 Seahawk